# علی فتحی
علی فتحی ووشوکار ایرانی سبک ساندا، اهل قائم شهر است. وی توانست مدال نقره بازی‌های آسیایی ۲۰۰۴ میانمار را کسب کند و در بازی‌های آسیایی دوحهٔ قطر به‌عنوان کاپیتان تیم ملی حضور پیدا کند.
وی دارای مدارک مربیگری درجه ۲ فدراسیون ووشو، داوری درجه ۳ فدراسیون ووشو و مربیگری درجه ۳ فدراسیون دو و میدانی است.

## افتخارات
- اولین سبک‌وزن ایرانیِ قهرمان آسیا [نیازمند منبع]
- اولین فایتر و مربی حرفه‌ای MMA قائمشهر [نیازمند منبع]
- اولین فایتر و مربی گراپلینگ قائمشهر [نیازمند منبع]
- اولین فایتر bjj مازندرانی در مسابقات جهانی bjj《سال ۲۰۱۵ امارات》 [نیازمند منبع]
- کاپیتان تیم ملی در بازی‌های آسیایی دوحه قطر [نیازمند منبع]
- سیزده سال سابقه عضویت در تیم ملی [نیازمند منبع]

## مدارک مربیگری
- مربی MMA و کشتی و ساندا در امارات متحده عربی
- مربیگری درجه ۲ فدراسیون ووشو
- داوری درجه ۳ فدراسیون ووشو
- مربیگری درجه ۳ فدراسیون دو و میدانی
- مربی درجه سه گراپلینگ
- مدارک دوره‌های کارگاهی تربیت مربی بدنساز
- توان و عوامل مؤثر بر آن از آکادمی ملی المپیک
- انعطاف و عوامل مؤثر بر آن از آکادمی ملی المپیک
- روش‌های سنجش و اندازه‌گیری از آکادمی المپیک
- مدرک پزشکی ورزشی از آکادمی ملی المپیک
- کمک‌های اولیه ویژه مربیان از مرکز پزشکی ورزشی استان مازندران
- و همچنین وی دوره‌های روانشناسی ورزشی و روش‌های مبارزه با دوپینگ را در آکادمی ملی المپیک گذرانده‌است.